# بیمارستان اروپایی غزه
بیمارستان اروپایی غزه (عربی: مستشفى غزة الاوروبي‎) یک بیمارستان دولتی در الفوخاری در نزدیکی خان یونس در جنوب نوار غزه، فلسطین است. این سازمان در سال ۱۹۸۹ توسط آنروا با کمک مالی اتحادیه اروپا تأسیس شد.
هزینه‌های اولیه ساخت بیمارستان ۲۳۲ تختخوابی اروپا ۴۵ میلیون دلار تخمین زده شد. هدف، ارائه مراقبت‌های بهداشتی اولیه و ثانویه برای ساکنان غزه بود. این بیمارستان در سال ۱۹۹۹ هنوز در دست ساخت بود.
در سال ۲۰۱۹، این بیمارستان ماهانه به حدود ۱۷۵۰۰ بیمار خدمات ارائه می‌داد. این بیمارستان یکی از سه بیمارستان اصلی ارجاعی در نوار غزه است. طبق گزارش برنامه توسعه سازمان ملل متحد، این بیمارستان خدمات آزمایشگاهی، خدمات تصویربرداری (سی‌تی‌اسکن، ام‌آرآی، اشعه ایکس)، بخش‌های مراقبت‌های ویژه و جراحی‌های تخصصی ارائه می‌دهد. این بیمارستان در کنار دانشکده پرستاری فلسطین واقع شده است.

## جنگ ۲۰۲۳ غزه
در ۳۱ اکتبر ۲۰۲۳، حملات هوایی اسرائیل، اطراف بیمارستان اروپایی را هدف قرار داد. در ۱۳ نوامبر، تام پوتوکار، جراح ارشد هلال احمر در بیمارستان، در توییتر نوشت که در حال درمان بسیاری از بیماران مبتلا به زخم‌های ناشی از ترکش است.
در ۱۹ نوامبر، پس از آنکه محاصره بیمارستان الشفا با کنترل نیروهای اسرائیلی بر بیمارستان الشفا پایان یافت، سازمان بهداشت جهانی اعلام کرد که در حال برنامه‌ریزی برای انتقال بیماران باقی‌مانده الشفا به بیمارستان اروپایی و مجتمع پزشکی ناصر در ۲ تا ۳ روز آینده است. در ۲۳ نوامبر، رئیس کمیته امداد و نجات اورژانس پزشکی در بیمارستان اندونزی اظهار داشت که بیماران و کارکنان بیمارستان اندونزی به بیمارستان اروپایی منتقل شده‌اند.
در مه ۲۰۲۴، کارکنان مراقبت‌های بهداشتی خارجی که در بیمارستان اروپایی خدمت می‌کردند، هنگامی که اسرائیل کنترل گذرگاه مرزی رفح را به دست گرفت، در داخل غزه به دام افتادند. تامی داکورث از تخلیه یکی از پزشکان سرگردان، آدام حماوی، حمایت کرد. او پس از مجروح شدن در عراق، جان تامی را با نجات جانش نجات داد. حماوی با واشینگتن پست در مورد کمبود تدارکات و کودکان زخمی زیادی که در بیمارستان اروپایی تحت درمان آنها بوده است، صحبت کرد.
در ژوئیه ۲۰۲۴، نیروهای دفاعی اسرائیل دستور تخلیه منطقه‌ای که بیمارستان اروپایی در آن واقع شده است را صادر کرد و بعداً بیانیه‌ای منتشر کرد مبنی بر اینکه این بیمارستان شامل این دستور نمی‌شود. کارکنان، بیماران و آوارگان به دلیل وضعیت جاده‌ها و برخی از بیماران، بیمارستان را با مشکل ترک کردند. بسیاری به بیمارستان ناصر منتقل شدند. در حالی که بسته بود، بسیاری از لوازم دزدیده شد. این بیمارستان در ماه سپتامبر با ظرفیت محدود بازگشایی شد.
چندین پزشک خارجی داوطلبانه در بیمارستان اروپایی کار کرده‌اند و در مورد تجربیات خود در آنجا با مطبوعات صحبت کرده‌اند. به گفته دکتر مارک پرلماتر و دکتر فیروز سیدوا، آنها با وجود خدمت در ماموریت‌های بشردوستانه متعدد در کشورهای در حال توسعه، بلایای طبیعی و مناطق جنگی، هرگز شاهد «ظلم و ستمی» مانند آنچه در غزه دیدند، نبوده‌اند. پرلموتر گزارش داده است که ۹۰٪ از بیماران اورژانسی که با آنها مواجه شده، کودک بوده‌اند و به نظر می‌رسد برخی از آنها عمداً توسط تک تیراندازان ارتش اسرائیل هدف قرار گرفته‌اند. در ژوئیه ۲۰۲۴، ۴۵ پزشک، از جمله پرلموتر و سیدوا، نامه‌ای سرگشاده به جو بایدن و کامالا هریس نوشتند تا از آتش‌بس و تحریم تسلیحاتی حمایت کنند.
در ۱۳ مه ۲۰۲۵، این بیمارستان هدف حملات هوایی قرار گرفت و ۲۶ نفر کشته و ده‌ها نفر زخمی شدند. ارتش اسرائیل و شاباک ادعا کردند که محمد سنوار، رهبر حماس، هدف این حمله بوده است.